# Berga distrikt, Östergötland
Berga distrikt är ett distrikt i Linköpings kommun och Östergötlands län. 
Distriktet ligger i södra delen av och söder om Linköping. 

## Tidigare administrativ tillhörighet
Distriktet inrättades 2016 och utgörs av en del av området som till 1971 utgjorde Linköpings stad och en del av det som före 1911 utgjorde Sankt Lars socken.
Området motsvarar den omfattning Linköpings Berga församling hade 1999/2000 och fick 1972 efter att församlingen brutits ut ur Linköpings S:t Lars församling.